# Toshio Furukawa
Toshio Furukawa (古川 登志夫, Furukawa Toshio) é um seiyuu veterano que nasceu em 16 de Julho de 1946 em Tochigi. Ele trabalha na Aoni Production e é casado com a sua parceira seiyuu Shino Kakinuma.
Ele é melhor conhecido por sua dublação dos personagens Ataru Moroboshi (Urusei Yatsura), Kagege (Keroro Gunso), Kai Shiden (Mobile Suit Gundam), Shin (Fist of the North Star), Portgas D. Ace (One Piece), Asuma Shinohara (Mobile Police Patlabor), e Piccolo (Dragon Ball Z).